# (21451) Fisher
(21451) Fisher (1998 HS23) – planetoida z pasa głównego asteroid okrążająca Słońce w ciągu 3,44 lat w średniej odległości 2,28 j.a. Odkryta 28 kwietnia 1998 roku.